# Lutzomyia infraspinosa
Lutzomyia infraspinosa är en tvåvingeart som först beskrevs av Mangabeira Fo O. 1941.  Lutzomyia infraspinosa ingår i släktet Lutzomyia och familjen fjärilsmyggor. Inga underarter finns listade i Catalogue of Life.